# 莫桑比克历史
莫桑比克曾经是葡萄牙殖民地。她于1975年获得独立。

## 殖民前时代
在1至5世纪，班图语族的人们通过赞比西河谷从北面和西面迁徙至此。他们主要从事种植和铁器制作。
莫桑比克海岸贸易起初被阿拉伯人和波斯人主导。

## 葡萄牙统治
1498年，达迦马抵达莫桑比克沿岸。此时，阿拉伯人的贸易已经存在了几个世纪。海岸被当地一些苏丹所控制。葡萄牙人控制莫桑比克岛，在16世纪早期控制了索法拉。
尽管葡萄牙人影响逐渐扩大，但是他们的势力受到局限。在19世纪，其他欧洲殖民国家如英国（英国南非公司）和法国开始涉及葡属东非的贸易和政治活动。20世纪初期，葡萄牙开始将莫桑比克行政管理转向几大私人公司。这几大公司主要由英国控制。1951年，葡萄牙的非洲殖民地被改为葡萄牙海外省。

## 独立
1964年9月，莫桑比克解放阵线开始一场反对葡萄牙统治的游击战运动。这场冲突与葡萄牙在非洲的其他殖民地——安哥拉和葡属几内亚一起，被称为葡萄牙殖民战争。
在葡萄牙于1974年民主化后，莫桑比克允许获得独立。莫桑比克于1975年6月25日获得独立。

## 内战
1975年成立的莫桑比克民族抵抗运动反对共产主义，随后内战爆发。莫桑比克全國抵抗和莫桑比克解放阵线党双方都在内战中侵犯了人权。
由于南非对于莫桑比克全国抵抗的支持减少，双方在1990年举行了第一场会谈。1990年11月，新宪法采用。莫桑比克成为一个多党制国家。1992年10月4日，在联合国的支持下，双方在罗马签订和平协议。

## 民主化
1994年举行大选，莫桑比克民族抵抗运动获胜。1999年，内战后第二次大选，莫桑比克解放阵线获胜。